# Діманс Сергій Леонідович
Сергій Леонідович Діманс (Діманіс) (16 червня 1951, місто Рига, тепер Латвія) — радянський діяч, економіст, кандидат економічних наук. Народний депутат Латвійської Республіки, голова фракції «Рівноправ'я» (в 1990—1992 роках). Член ЦК КП Латвії в 1990—1991 роках.Член ЦК КПРС у 1990—1991 роках.

## Життєпис
Народився в родині службовців. Його дідусь і бабуся переїхали до Росії на початку ХХ століття, але після Другої світової війни батьки Сергія Діманса повернулися до Латвійської РСР. Навчався в латиській школі, в родині говорили російською.
У 1974 році закінчив Латвійський державний університет.
З 1974 року — аспірант, з 1977 року — викладач кафедри політекономії Латвійського державного університету.
Член КПРС з 1979 року.
У 1980—1982 роках — інструктор Кіровського районного комітету КП Латвії міста Риги.
У 1982—1986 роках — старший викладач, у 1986—1990 роках — доцент та докторант Латвійського державного університету.
Був членом Інтернаціонального фронту трудящих Латвійської РСР (Інтерфронту) та активно боровся проти ідеї відновлення незалежності Латвії.
У квітні 1990—1992 роках — депутат Верховної ради Латвії, голова проросійської фракції «Рівноправ'я».
Був одним з ініціаторів створення Фонду Ризького гуманітарного інституту 27 червня 1990 року. Цей Фонд потім заснував один із перших приватних вищих навчальних закладів Латвії — Балтійський Російський інститут. Не зміг брати участь у виборах до Cейму Латвії 5-го скликання в 1993 році, оскільки на знак протесту став «негромадянином» Латвійської Республіки.
У 1993—2001 роках — один із керівників проросійської партії «Рух за соціальну справедливість і рівноправ'я» («Рівноправ'я»). У 1994 році — помічник депутата латвійського Сейму 5-го скликання Філіпаса Строганова. У 1995 році був одним із засновників Соціалістичної партії Латвії.
З 1996 по 2001 рік працював у раді банку Latvijas Krājbanka, до 2002 року — в Агентстві приватизації Латвії.
У 2005 році виїхав до Москви (Російська Федерація). З 2010 року — головний референт апарату фракції «Справедлива Росія: Батьківщина/пенсіонери/життя» в Державній думі Російської Федерації.
Подальша доля невідома.